# 黑林山区拉尔
黑林山区拉尔（德語：Lahr/Schwarzwald），简称拉尔（德語：Lahr，發音：[laːɐ̯] ⓘ）是德国巴登-符腾堡州弗赖堡行政区奥尔特瑙县的城市，面积69.84平方千米，2023年12月31日人口为49,420人。

## 友好城市
黑林山区拉尔与以下城市结为友好城市：
- 阿拉胡埃拉（2006年）
- 加拿大 贝尔维尔（1971年）
- 法國 多勒（1962年）